# Uintah megye
Uintah megye az Amerikai Egyesült Államokban, azon belül Utah államban található. Megyeszékhelye és legnagyobb városa Vernal. Lakosainak száma 35 620 fő (2020. április 1.). Uintah megye Daggett, Moffat, Rio Blanco, Garfield, Grand, Emery, Carbon, Duchesne és Summit megyékkel határos.

## Népesség
A megye népességének változása:
| Lakosok száma | 32 427 | 33 157 | 34 540 | 35 555 | 37 928 | 35 620 |
|               | 2010   | 2011   | 2012   | 2013   | 2015   | 2020   |